# Sex Sleep Eat Drink Dream
Sex Sleep Eat Drink Dream è un singolo del gruppo musicale britannico King Crimson, pubblicato nel 1995 come secondo estratto dall'undicesimo album in studio Thrak.

## Tracce
Testi di Adrian Belew (eccetto dove indicato), musiche dei King Crimson.
1. Walking on Air (Live) – 5:29
2. Sex Sleep Eat Drink Dream – 3:42
3. Heartbeat (Live) – 3:55
4. One Time – 4:00
5. Silent Night – 5:53 (testo: Robert Fripp)

## Formazione
Gruppo
- Robert Fripp – chitarra, soundscapes, mellotron
- Adrian Belew – chitarra, voce
- Trey Gunn – Chapman Stick, cori
- Tony Levin – contrabbasso, basso elettrico, cori
- Bill Bruford – batteria acustica ed elettronica
- Pat Mastelotto – batteria acustica ed elettronica

Produzione
- King Crimson – produzione
- David Bottrill – produzione, ingegneria del suono
- Russell Kearny – assistenza alla registrazione
- David Singleton – assistenza alla produzione, montaggio digitale
- Tön Pröb – pre-mastering
- Ian Cooper – mastering